# Charles Bordes

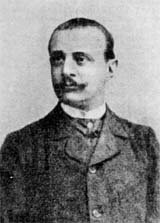
Charles Bordes

Charles Bordes (* 12. Mai 1863 in La Roche-Corbon, Département Indre-et-Loire; † 8. November 1909 in Toulon) war ein französischer Komponist, Musikpädagoge und Organist.
Bordes studierte Klavier bei Antoine François Marmontel und Komposition bei César Franck. Von 1887 bis 1890 wirkte er als Organist und Kapellmeister in Nogent-sur-Marne, danach an der Kirche Saint Gervais in Paris. Hier gründete er einen international besetzten Chor (Les Chanteurs de Saint-Gervais) und veranstaltete 1892 die Semaines saintes de Saint-Gervais, bei denen italienische und französische Renaissancemusik aufgeführt wurde.
Auf einer Reise durch das Baskenland sammelte er im Auftrag des französischen Kultusministeriums alte baskische Musik, die er 1897 unter dem Titel Archives de la tradition basque veröffentlichte. Einflüsse dieser Musik zeigen sich in seiner Suite basque und der Rhapsodie basque.
1894 gründete er mit Alexandre Guilmant und Vincent d’Indy die Pariser Schola Cantorum, die als Schule für die Aufführung und Komposition geistlicher Musik 1896 eröffnet wurde. Weitere Scholae Cantorum gründete Bordes in Avignon (1899) und Montpellier (1905).
Neben Orchester- und kammermusikalischen Werken komponierte Bordes zahlreiche Lieder nach Texten von Victor Hugo, Paul Verlaine, Maurice Bouchor, Léon Valade, Jean Lahor und anderen.

## Werke
- Suite basque für Flöte und Orchester, 1887
- Trois danses béarnaises, 1888
- Ouverture pour le drame basque Errege Jan, 1888
- Pastorale pour orchestre, 1888
- Rhapsodie basque für Klavier und Orchester, 1889
- O salutaris für Solostimme und Chor, 1889
- Pie Jesu, 1889
- Les trois vagues, lyrisches Drama, 1890–1906
- Litanies de la très Sainte Vierge für zwei Frauenstimmen und Chor, 1891
- 4 fantaisies rythmiques für Klavier, 1891
- Caprice à cinq temps für Klavier, 1891
- Tantum ergo, Motette, 1891
- 12 Noëls populaires basques (Hrsg.) 1894
- Madrigal à la musique, 1895
- Mariale, cantique en l’honneur de la très Sainte Vierge, 1896
- Ave Maria, Motette, 1897
- 4 antiennes à la Sainte Vierge für zwei Stimmen, 1898
- Versets pour les 2e vêpres de plusieurs martyrs, 1898
- Fili quid fecisti, 1899
- Verbum caro factum est für vier Männerstimmen, 1900
- Domine, puer meus jacet, 1900
- Salut au saint sacrement, 1900
- Divertissement für Trompete und Orchester, 1902
- Divertissement sur un thème béarnais für zwei Klaviere, 1905
- 11 chansons du Languedoc (Hrsg.), 1906
- Nunc dimittis, paraphrase du Cantique de Siméon für Stimme und Orgel, 1909
- 10 danses, marches et cortèges populaires du Pays basque espagnol (Hrsg.), 1910
- 12 chansons amoureuses du Pays basque français (Hrsg.) 1910